# Jednotná trigonometrická síť katastrální
Jednotná trigonometrická síť katastrální (JTSK) je síť geodetických bodů na území bývalého Československa, budovaná v letech 1920–1957. Tato síť je geodetickým základem pro Systém jednotné trigonometrické sítě katastrální.
Body sítě byly rozděleny podle přesnosti na I. – V. řád. Nejpřesnější, I. řád, v roce 1920 obsahoval 268 bodů, přičemž 107 jich bylo převzato z předchozí vojenské triangulace. Body JTSK jsou dodnes součástí podrobného polohového bodového pole.